# Orestida
Orestida (griego: Ορεστίδα) es un municipio de la República Helénica perteneciente a la unidad periférica de Kastoriá de la periferia de Macedonia Occidental.
El actual municipio se formó en 2011 mediante la fusión de los antiguos municipios de Argos Orestikó (la actual capital municipal) e Ion Dragoumis, que pasaron a ser unidades municipales. El municipio tiene un área de 340,731 km², de los cuales 206,4 pertenecen a la unidad municipal de Argos Orestikó.
En 2011 el municipio tiene 11 802 habitantes, de los cuales 8903 viven en la unidad municipal de Argos Orestikó.
El municipio se ubica en el centro de la periferia, justo al sur de Kastoriá.